# Campionati del mondo di ciclismo su pista 2011 - Corsa a punti maschile
La corsa a punti maschile ai Campionati del mondo di ciclismo su pista 2011 si svolse il 25 marzo 2011 su un percorso di 160 giri, per un totale di 40 km/h con sprint intermedi ogni 10 giri. La vittoria andò al colombiano Edwin Ávila, che concluse il percorso con il tempo di 47'40"250 alla media di 50,345 km/h.
Partenza con 18 ciclisti di federazioni diverse dei quali 17 completarono la gara.

## Podio
| Pos.    | Atleta         | Nazionalità |
| ------- | -------------- | ----------- |
| Oro     | Edwin Ávila    | Colombia    |
| Argento | Cameron Meyer  | Australia   |
| Bronzo  | Morgan Kneisky | Francia     |

## Risultati
| Posizione | Atleti                  | Nazione       | Punti sprint | Punti giro | punti totali |
| --------- | ----------------------- | ------------- | ------------ | ---------- | ------------ |
| 1         | Edwin Ávila             | Colombia      | 13           | 20         | 33           |
| 2         | Cameron Meyer           | Australia     | 25           | 0          | 25           |
| 3         | Morgan Kneisky          | Francia       | 23           | 0          | 23           |
| 4         | Aleksandr Chatuncev     | Russia        | 20           | 0          | 20           |
| 5         | Milan Kadlec            | Rep. Ceca     | 17           | 0          | 17           |
| 6         | Peter Schep             | Paesi Bassi   | 13           | 0          | 13           |
| 7         | Gerardo Fernández       | Argentina     | 8            | 0          | 8            |
| 8         | Silvan Dillier          | Svizzera      | 8            | 0          | 8            |
| 9         | Polychronis Tzortzakis  | Grecia        | 7            | 0          | 7            |
| 10        | Choi Ki Ho              | Hong Kong     | 6            | 0          | 6            |
| 11        | Sergiy Lagkuti          | Ucraina       | 6            | 0          | 6            |
| 12        | Berik Kupeshov          | Kazakistan    | 5            | 0          | 5            |
| 13        | Omar Bertazzo           | Italia        | 4            | 0          | 4            |
| 14        | Roman Dronin            | Uzbekistan    | 3            | 0          | 3            |
| 15        | Franz Schiewer          | Germania      | 2            | 0          | 2            |
| 16        | Ingmar De Poortere      | Belgio        | 2            | 0          | 2            |
| 17        | Luis Fernando Sepúlveda | Cile          | 1            | 0          | 1            |
| –         | Tom Scully              | Nuova Zelanda | 13           | −20        | DNF          |

DNF = Prova non completata